# ARM Cortex-A9
Az ARM Cortex-A9 MPCore egy 32 bites többmagos processzor, amely legfeljebb 4 db. gyorsítótár-koherens Cortex-A9 magot tartalmazhat, amelyek az ARM v7 utasításkészlet-architektúrát implementálják.

## Áttekintés
A Cortex-A9 legfontosabb jellemzői:
- Soron kívüli (out-of-order) utasításvégrehajtás, elágazásbecslővel ellátott szuperskalár futószalagok. Teljesítménye 2,50 DMIPS/MHz magonként.
- NEON SIMD opcionális utasításkészlet-kiterjesztés, amely max. 16 műveletet végezhet egy utasításban.
- Nagyteljesítményű VFPv3 opcionális lebegőpontos egység, amely kétszeresére növeli lebegőpontos teljesítményt a megelőző ARM FPU-khoz képest.
- Thumb-2 utasításkészlet-kiterjesztés: növeli a kódsűrűséget, a teljesítményre csak kis hatással van (az ARMv7 típusú csipek mind támogatjék a Thumb-2 kiterjesztést).
- TrustZone biztonsági kiegészítések.
- Jazelle DBX támogatás Java végrehajtáshoz.
- Jazelle RCT a JIT fordításhoz.
- Program Trace Macrocell és CoreSight Design Kit az utasításvégrehajtás beavatkozásmentes nyomkövetéséhez.
- L2 gyorsítótárvezérlő (0-4 MiB).
- Többmagos feldolgozás.

Az ARM állítja, hogy a TSMC 40G hard macro implementáció tipikusan 2 GHz-en működik; egy különálló mag, a gyorsítótárak nélkül, kevesebb mint 1,5 mm² területet foglal, a TSMC 65 nanométeres általános gyártási folyamatához illeszkedő tervezésnél, és 1 GHz fölötti órajelen üzemelhet, magonkénti 250 mW fogyasztás mellett.

## Csipek
Számos egylapkás rendszer (system on a chip, SoC) ill. eszköz tartalmaz Cortex-A9 magot, például:
- Altera SoC FPGA[5]
- AMLogic AML8726-M[6]
- Apple A5, A5X
- Broadcom BCM11311 (Persona ICE)[7]
- Calxeda EnergyCore ECX-1000[8]
- Entropic EN7588[9]
- Freescale Semiconductor i.MX6[10]
- HiSilicon[11] K3V2 -Hi3620[12]
- Marvell Avastar 88W8787, ezt a Sony PlayStation Vita használja[13][14]
- MediaTek MT6575[15] (egymagos), MT6577[16] (kétmagos)
- Nufront NuSmart 2816, 2816M, 115[17]
- Nvidia Tegra 2 (NEON kiterjesztések nélkül), Tegra 3 és Tegra 4i
- Trident Microsystems 847x/8x/9x SoC család[18]
- Renesas Electronics EMMA Mobile/EV2
- Samsung Exynos 4210,[19] 4212, 4412
- Rockchip RK3066,[20] RK292x, RK31xx
- STMicroelectronics SPEAr1310,[21] SPEAr1340[22]
- ST-Ericsson Nova A9500, NovaThor U8500,[23] NovaThor U9500[24]
- Texas Instruments OMAP4 processzorok
- WonderMedia WM8850, WM8950 és WM8980[25]
- Xilinx Extensible Processing Platform[26]
- ZiiLABS ZMS-20[27]

### Egylapkás rendszerek (SoC)
| Fejlesztő               | név                       | magok | folyamat    | NEON SIMD | vektoros lebegőpontos egység | GPU                                                                   |
| ----------------------- | ------------------------- | ----- | ----------- | --------- | ---------------------------- | --------------------------------------------------------------------- |
| Altera                  | SoC FPGA                  | 1–2   | 28 nm       | Igen      | VFPv3                        | opcionálisan FPGA-ban megvalósítva; TES Electronic Solutions D/AVE HD |
| AMLogic                 | AML8726-M                 | 1     | ?           | Igen      | VFPv3                        | ARM Mali-400                                                          |
| AMLogic                 | AML8726-MX                | 2     | 40 nm       | Igen      | VFPv3                        | ARM Mali-400 MP2                                                      |
| AMLogic                 | AML8726-M8                | 4     | 28 nm       | Igen      | VFPv3                        | ARM Mali-450 MP6                                                      |
| Apple Inc.              | A5                        | 2     | 32 nm 45 nm | Igen      | VFPv3                        | PowerVR SGX543MP2                                                     |
| Apple Inc.              | A5X                       | 2     | 45 nm       | Igen      | VFPv3                        | PowerVR SGX543MP4                                                     |
| Broadcom                | BCM11311 (Persona ICE)    | 2     | 40 nm       | ?         | ?                            | Broadcom Videocore IV                                                 |
| Broadcom                | BCM21654G                 | 1     | 40 nm       | Igen      | VFPv3                        | Broadcom Videocore IV                                                 |
| Broadcom                | BCM21664T                 | 2     | 40 nm       | Igen      | VFPv3                        | Broadcom Videocore IV                                                 |
| Calxeda                 | EnergyCore ECX-1000       | 4     | 40 nm       | Igen      | VFPv3                        | -                                                                     |
| Freescale Semiconductor | i.MX6                     | 1–4   | 40 nm       | Igen      | VFPv3                        | Vivante Corporation GPU IP magok                                      |
| HiSilicon               | K3V2 (Hi3620)             | 4     | 40 nm       | Igen      | VFPv3                        | Vivante GC4000                                                        |
| LG Corp                 | LG L9                     | 2     | ?           | ?         | ?                            | ARM Mali-400 MP4                                                      |
| Marvell                 | PXA986                    | 2     | 45 nm       | Igen      | VFPv3                        | PowerVR SGX540 / Vivante GC1000 (Galaxy Tab 3 7 collos)               |
| Marvell                 | PXA988                    | 2     | 45 nm       | Igen      | VFPv3                        | ?                                                                     |
| MediaTek                | MT6575                    | 1     | 40 nm       | Igen      | VFPv3                        | PowerVR SGX531                                                        |
| MediaTek                | MT6577                    | 2     | 40 nm       | Igen      | VFPv3                        | PowerVR SGX531                                                        |
| Nufront                 | NuSmartTM 2816(NS2816)    | ?     | ?           | Igen      | ?                            | ARM Mali-400                                                          |
| Nufront                 | NuSmartTM 2816M (NS2816M) | ?     | ?           | Igen      | ?                            | ARM Mali-400                                                          |
| Nufront                 | NuSmartTM 115 (NS115)     | ?     | ?           | Igen      | ?                            | ARM Mali-400                                                          |
| Nvidia                  | Tegra 2 sorozat           | 2     | 40 nm       | Nem       | VFPv3-D16                    | GeForce ULP                                                           |
| Nvidia                  | Tegra 3 (Kal-El) sorozat  | 4     | 40 nm       | Igen      | VFPv3                        | GeForce ULP                                                           |
| Renesas Electronics     | EMMA Mobile/EV2           | ?     | ?           | Igen      | ?                            | PowerVR SGX530                                                        |
| Rockchip                | RK2928                    | 1     | 40 nm       | ?         | ?                            | ARM Mali-400                                                          |
| Rockchip                | RK3066                    | 2     | 40 nm       | Igen      | VFPv3                        | ARM Mali-400 MP4                                                      |
| Rockchip                | RK3128                    | 2     | ?           | Igen      | VFPv3                        | ARM Mali-400 MP4                                                      |
| Rockchip                | RK3188                    | 4     | 28 nm       | Igen      | VFPv3                        | ARM Mali-400 MP4                                                      |
| Samsung                 | Exynos 4 Dual             | 2     | 45 nm       | Igen      | VFPv3                        | ARM Mali-400 MP4                                                      |
| Samsung                 | Exynos 4 Dual             | 2     | 32 nm       | Igen      | VFPv3                        | ARM Mali-400 MP4                                                      |
| Samsung                 | Exynos 4 Quad             | 4     | 32 nm       | Igen      | VFPv3                        | ARM Mali-400 MP4                                                      |
| STMicroelectronics      | SPEAr1310                 | ?     | ?           | Nem       | VFPv3                        | –                                                                     |
| STMicroelectronics      | SPEAr1340                 | ?     | ?           | Nem       | VFPv3                        | ARM Mali-200                                                          |
| ST-Ericsson             | Nova A9500                | 2     | 45 nm       | Igen      | VFPv3                        | ARM Mali-400                                                          |
| ST-Ericsson             | NovaThor U8500            | 2     | 45 nm       | Igen      | VFPv3                        | ARM Mali-400                                                          |
| ST-Ericsson             | NovaThor U9500            | 2     | 45 nm       | Igen      | VFPv3                        | ARM Mali-400                                                          |
| Sony                    | PlayStation Vita          | 4     | 40 nm       | Igen      | VFPv3                        | PowerVR SGX543MP4+                                                    |
| Texas Instruments       | OMAP4430 OMAP4460         | 2     | 45 nm       | Igen      | VFPv3                        | PowerVR SGX540                                                        |
| Texas Instruments       | OMAP4470                  | 2     | 45 nm       | Igen      | VFPv3                        | PowerVR SGX544                                                        |
| Trident Microsystems    | PNX8473                   | 1     | ?           | ?         | ?                            | PowerVR SGX531                                                        |
| Trident Microsystems    | PNX8483                   | 1     | ?           | ?         | ?                            | PowerVR SGX531                                                        |
| Trident Microsystems    | PNX8491                   | 1     | ?           | ?         | ?                            | PowerVR SGX531                                                        |
| WonderMedia             | WM8850                    | 1     | ?           | Igen      | ?                            | ARM Mali-400                                                          |
| WonderMedia             | WM8880                    | 2     | 40 nm       | ?         | ?                            | ARM Mali-400 MP2                                                      |
| WonderMedia             | WM8950                    | 1     | ?           | ?         | ?                            | ARM Mali-400                                                          |
| WonderMedia             | WM8980                    | 2     | 40 nm       | ?         | ?                            | ARM Mali-400 MP2                                                      |
| Xilinx                  | Zynq-7000                 | 2     | ?           | Igen      | VFPv3                        | –                                                                     |
| ZiiLABS                 | ZMS-20                    | ?     | ?           | Igen      | VFPv3                        | ZiiLABS flexibilis Stemcell médiafeldolgozás                          |

### Fejlesztőrendszerek
| Fejlesztő     | név         | SoC                    | RAM               | ROM           | SD                                                 | SATA  | USB                            | Ethernet    | Wi-Fi           | Bluetooth       | GPS      | gyorsulásmérő | magnetométer | giroszkóp | barométer |
| ------------- | ----------- | ---------------------- | ----------------- | ------------- | -------------------------------------------------- | ----- | ------------------------------ | ----------- | --------------- | --------------- | -------- | ------------- | ------------ | --------- | --------- |
| Origenboard   | Origenboard | Samsung Exynos 4210    | 1 GiB DDR3        | –             | 2 port SD/MMC kártyafoglalat                       | –     | beágyazott                     | –           | SWB-A31         | SWB-A31         | –        | –             | –            | –         | –         |
| Odroid        | Odroid-X    | Samsung Exynos 4412    | 1 GiB LP-DDR2 800 | –             | SDHC kártyahely + eMMC modul socket                | –     | 6×USB2.0 host + µUSB2.0 eszköz | 10/100 Mb   | –               | –               | –        | –             | –            | –         | –         |
| PandaBoard    | PandaBoard  | TI OMAP4430            | 1 GiB LP-DDR2     | –             | teljes méretű SD/MMC kártya                        | –     | LAN9514-JZX                    | LAN9514-JZX | LS240-WI-01-A20 | LS240-WI-01-A20 | –        | –             | –            | –         | –         |
| Calao systems | Snowball    | ST-Ericsson Nova A9500 | 1 GiB LP-DDR2     | 4 / 8GB e-MMC | microSD                                            | –     | FT232R                         | LAN9221     | AW-NH580        | AW-NH580        | AW-NH580 | LSM303DLH     | LSM303DLH    | L3G4200D  | LPS001WP  |
| Trim-Slice    | Trim-Slice  | Tegra 2 series         | 1 GiB DDR2-667    | –             | teljes méretű SD slot (SDHC) + microSD slot (SDHC) | GL830 | beágyazott                     | RTL8111DL   | RT3070          | –               | –        | –             | –            | –         | –         |

## Fordítás
Ez a szócikk részben vagy egészben  az   ARM Cortex-A9 MPCore című angol Wikipédia-szócikk ezen változatának fordításán alapul.  Az eredeti cikk szerkesztőit annak laptörténete sorolja fel. Ez a jelzés csupán a megfogalmazás eredetét és a szerzői jogokat jelzi, nem szolgál a cikkben szereplő információk forrásmegjelöléseként.